# Hyde Park (New York)
Hyde Park is een plaats in het noordwesten van graafschap Dutchess County, in de Amerikaanse staat New York. De plaats ligt aan de rivier de Hudson, en is het bekendst als geboorteplaats van de Amerikaanse president Franklin D. Roosevelt. Daarnaast is binnen de grenzen van de plaats The Culinary Institute of America (CIA) gevestigd, een vooraanstaande Amerikaanse kokschool.
In 2000 telde de plaats 20.851 inwoners. Hyde Park beslaat een oppervlak van 103,2 km², waarvan 7,5 km² water is. U.S. Route 9 loopt door de plaats.

## Geboren
- Franklin Delano Roosevelt (1882-1945), 32e president van de Verenigde Staten (1933-1945)

## Fotogalerij

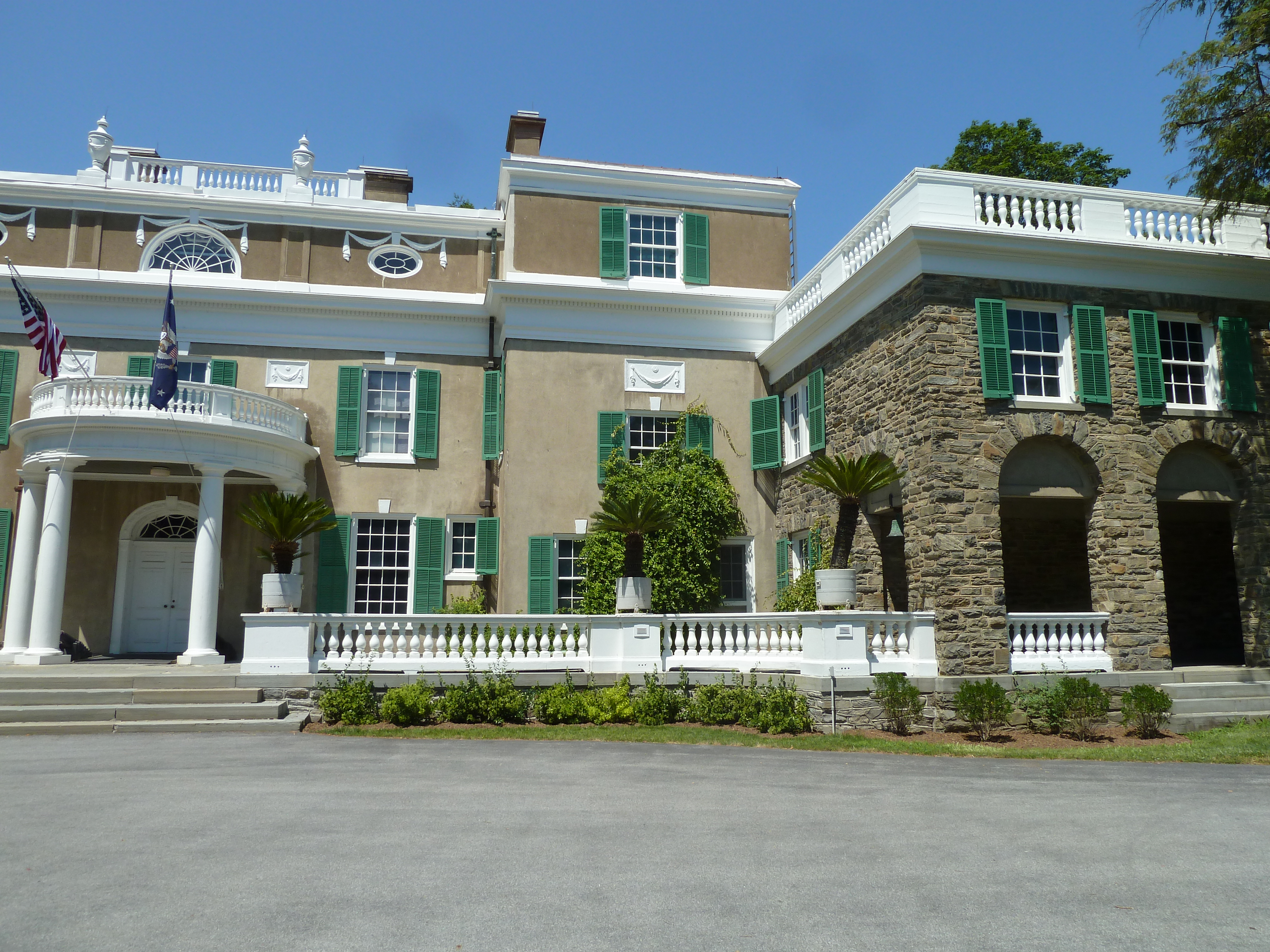
Geboortehuis van Franklin D. Roosevelt
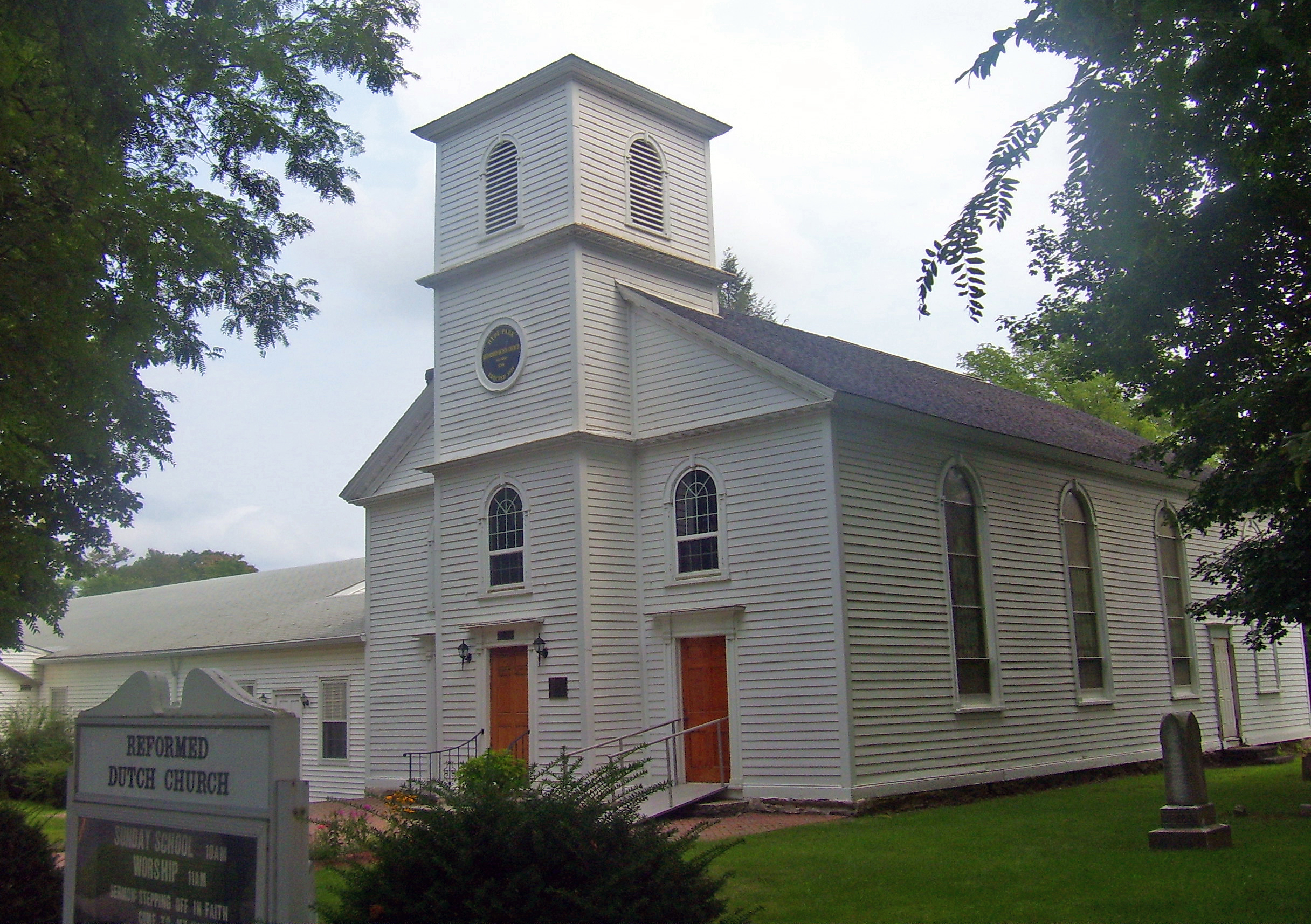
Protestantse kerk in Hyde Park
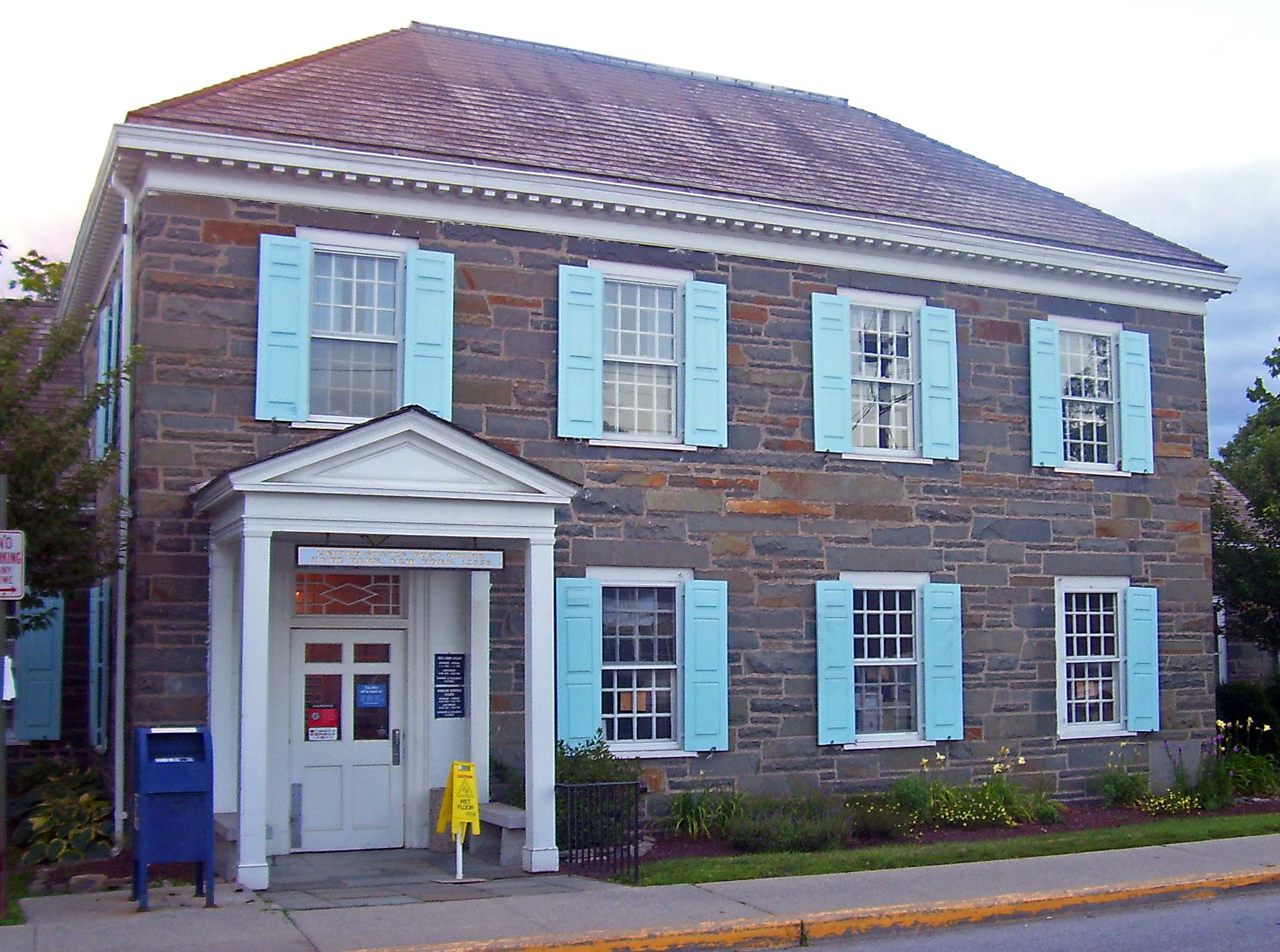
Postkantoor in Hyde Park
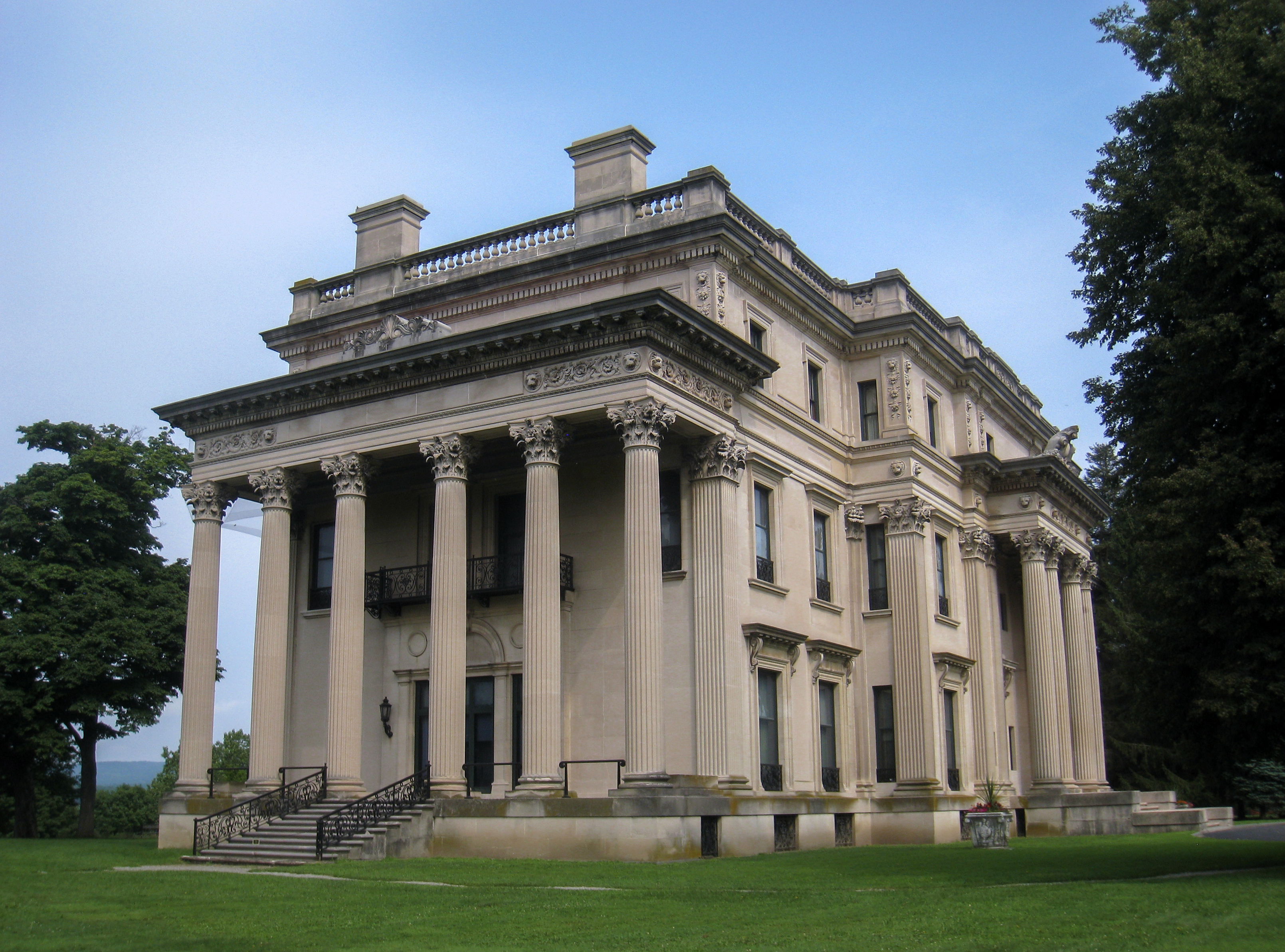
Vanderbilt Mansion in Hyde Park